# Hiroshi Kazato
Hiroshi Kazato (風戸裕?, Kazato Hiroshi; Chiba, 13 marzo 1949 – Oyama, 2 giugno 1974) è stato un pilota automobilistico giapponese.
Kazato iniziò la sua carriera a 19 anni prendendo parte al Campionato CanAm nel 1971, finendo 10º guidando una Lola T222.
Nella stagione 1972 e 1973 partecipò anche alla Formula 2, facendo 7 punti.
Morì a soli 25 anni nel vecchio Fuji Speedway, durante il Fuji Grand Champion, dopo la collisione con Seiichi Suzuki. Dopo quest'incidente, il circuito fu modificato per l'anno seguente (1975), cancellando la veloce prima curva sopraelevata, la Daiichi, per lasciare spazio ad un tornante. 